# Artemon
Az Artemon görög eredetű férfinév, jelentése: ép, egészséges.

## Gyakorisága
Az 1990-es években szórványosan fordult elő, a 2000-es években nem szerepel a 100 leggyakoribb férfinév között.

## Névnapok
- október 20.[2]